# Dicranocephalus albipes
Espèce
Dicranocephalus albipes est une espèce d'insectes hémiptères du sous-ordre des hétéroptères (punaises), de la famille des Stenocephalidae.

## Répartition
Europe (sauf îles Britanniques, Benelux, Scandinavie).